# Cocolitòfors

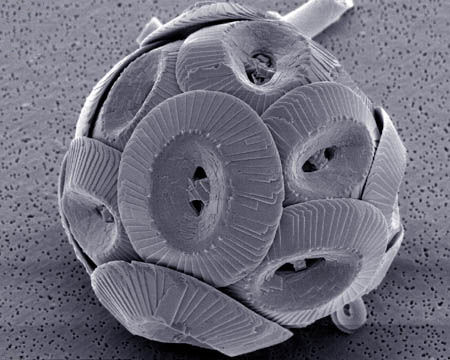
Coccolithus pelagicus

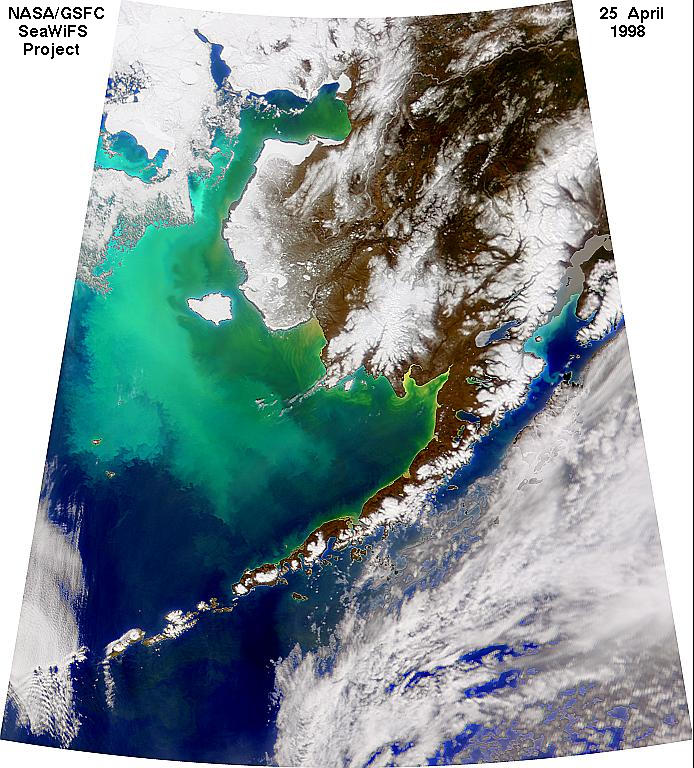
Imatge per satèl·lit de masses de cocolitòfors al Mar de Bering el 1998

Els Cocolitòfors (coccolithophoridae) són algues unicel·lulars, protists i fitoplanctòniques pertanyents a diverses divisions botàniques d'haptòfits. Es caracteritzen per tenir plaques o escates de carbonat de calci de funcionalitat incerta que s'anomenen cocòlits (nanoplàncton calcari), importants com a microfòssils en micropaleontologia. Els cocolitòfors són pràcticament exclusius d'hàbitats marins i es troben en grans quantitats en la zona il·luminada (zona eufòtica). Un exemple de cocolitòfor global i dominant és Emiliania huxleyi.
La forma dels cocolitòfors és en cèl·lules esfèriques d'uns 15–100 micròmetres de diàmetre, tancades en plaques calacàries, cocòlits, d'uns 2–25 micròmetres de diàmetre.